# Jonquières-Saint-Vincent
Jonquières-Saint-Vincent település Franciaországban, Gard megyében. Lakosainak száma 3886 fő (2022. január 1.). Jonquières-Saint-Vincent Beaucaire, Comps, Meynes, Montfrin és Redessan községekkel határos.

## Népesség
A település népességének változása:
| Lakosok száma | 1445 | 1825 | 2260 | 2933 | 3585 | 3687 | 3779 | 3850 | 3811 | 3886 |
|               | 1968 | 1982 | 1990 | 2006 | 2013 | 2015 | 2017 | 2019 | 2020 | 2022 |